# 滇藏茅瓜
滇藏茅瓜（学名：Solena delavayi）为葫芦科茅瓜属下的一个种。